# Brama Kotlarska w Toruniu
Brama Kotlarska w Toruniu (zwana też Wielką i Dobrzyńską) – jedna z ośmiu bram Starego Miasta w Toruniu, która stała niegdyś wzdłuż murów miejskich oddzielających Stare i Nowe Miasto, usytuowana była przy ulicy Szerokiej, między skrzyżowaniem z ul. Podmurną oraz Strumykową i Przedzamczem. Wyburzona w 1834 roku.

## Historia
Brama Kotlarska została wybudowana na przełomie XIII i XIV wieku w stylu Gotyckim. Brama została zburzona w 1834 roku przez władze pruskie, kiedy po połączeniu Starego i Nowego Miasta straciła swoje funkcje.

## Wygląd
Nie jest znany dokładny wygląd bramy. Na podstawie szkiców M. Meriana uważa się, że była to czworokątna bryła przechodząca w górnej części w wielobok z okrągłymi wieżyczkami. W jej miejscu została ułożona mozaika z bruku w kształcie przybliżonego rzutu, a na murze kamienicy narożnej umieszczono tablicę informacyjną z lokalizacją.

## Nazwa
Brama pierwotnie nazywała się Dobrzyńską, od której na wschód prowadziła „stara droga dobrzyńska”, wymieniona po raz pierwszy w 1276 roku. Późniejsza nazwa Bramy Kotlarskiej pochodziła od zakładu produkującego kotły, który znajdował się niegdyś opodal, w fosie między Starym a Nowym Miastem.